# Qutui Khatun
Qutui Khatun, död 1284, var en mongolisk prinsessa. Hon var gift med ill-khanen Hülegü (regent 1256-1265).
Hon var nestoriansk kristen och omtalas av samtida européer för att ha gynnat kristna. Hon utövade en del inflytande under sin son Tekuders regeringstid 1282-1284. 